# Eje hipotalámico-hipofisario-prolactina
El eje hipotálamo-hipofisario-prolactina (eje HPP), también conocido como eje hipotalámico-hipofisario-mamario o eje hipotalámico-hipofisario-mama, es un eje hipotálamo-hipófisis que incluye la secreción de prolactina (PRL; luteotropina) de los lactotrofos de la hipófisis a la circulación y la posterior acción de la prolactina sobre tejidos  en particular, las glándulas mamarias.
El eje HPP está involucrado en la maduración lobuloalveolar de las glándulas mamarias durante el embarazo humano y la inducción y mantenimiento de la lactancia después del parto.

## Regulación

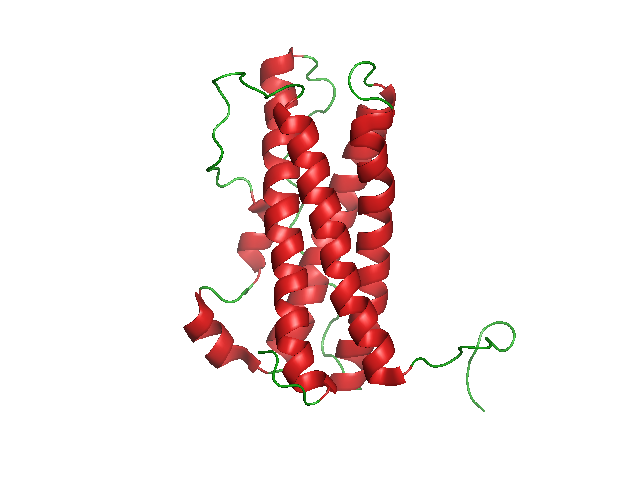
Prolactina, una de las principales hormonas del eje HPP. Estructura secundaria.

Las hormonas que controlan la secreción de prolactina secretada por la glándula pituitaria, incluyen las del hipotálamo las llamadas “factores” que son factores liberadores de prolactina (PRF, prolactin releasing factors) y factores inhibidores (PIF, prolactin-inhibiting factors). La dopamina (antes llamada "factor inhibidor de prolactina" o "PIF"), estradiol, progesterona, hormona liberadora de tirotropina (TRH) y péptido intestinal vasoactivo (VIP).